# Lógica no clásica
Una lógica no clásica o lógica alternativa es un sistema formal que difiere de manera significativa de las lógicas clásicas. Hay varias formas de hacerlo, incluyendo a modo de extensiones, desviaciones, y variaciones, por ejemplo, rechazando uno o varios de los principios de la lógica clásica. El objetivo de estas desviaciones es para hacer posible construir distintos modelos de consecuencia lógica y verdad lógica.
La lógica filosófica, especialmente en la ciencia computacional teórica, se usa para abarcar y centrarse en las lógicas no clásicas, a pesar de que el término tiene otros significados también.
Algunos ejemplos de lógicas no clásicas son:
- Lógica difusa: Es una lógica plurivalente que rechaza el principio del tercero excluido y propone un número infinito de valores de verdad.
- Lógica relevante: Es una lógica paraconsistente que evita el principio de explosión al exigir que para que un argumento sea válido, las premisas y la conclusión deben compartir al menos una variable proposicional.
- Lógica cuántica: Desarrollada para lidiar con razonamientos en el campo de la mecánica cuántica; su característica más notable es el rechazo de la propiedad distributiva.
- Lógica no monotónica: Una lógica no monotónica es una lógica donde, al agregar una fórmula a una teoría cualquiera, es posible que el conjunto de consecuencias de esa teoría se reduzca.
- Lógica intuicionista: Enfatiza las pruebas, en vez de la verdad, a lo largo de las transformaciones de las proposiciones.

## Clasificación de lógicas no clásicas
En Deviant Lógic (1974) Susan Haack dividió las lógicas no clásicas en lógica desviada, casi desviada, y lógicas extendidas. La clasificación propuesta es no exclusiva; una lógica puede ser una desviación y una extensión de lógica clásica. Algunos otros autores han adoptado la distinción principal entre desviación y extensión en lógicas no clásicas. John P. Burgess utiliza una clasificación similar pero llama las dos clases principales anti-clásicos y extras-clásicos.
En una extensión, se añaden constantes lógicas nuevas y diferentes, por ejemplo el "\Box" en lógica modal, que significa "necesariamente" en extensiones de una lógica.
- El conjunto de fórmulas bien formadas generado es un subconjunto propio del conjunto de bien-formó las fórmulas generadas por lógica clásica.
- El conjunto de teoremas generados es un Subconjunto del conjunto de teoremas hechos por lógica clásica, pero solo en los nuevos teoremas realizados por la lógica extendida son un resultado de las nuevas bien-formadas fórmulas.

En una desviación, se utilizan las constantes lógicas habituales, pero se les da un significado diferente de lo habitual. Sólo un subconjunto de los teoremas del control de lógica clásico. Un ejemplo típico es la lógica intuicionista, donde el principio del tercer excluido no se cumple.
Además, uno puede identificar variaciones (o variantes), donde el contenido del sistema sigue igual, mientras que la notación puede cambiar sustancialmente. Por ejemplo, muchos órdenes lógicos de predicado se consideran una variación justa de la lógica de predicados.
Esta clasificación ignora equivalencias semánticas. Por ejemplo, Gödel demostró que todos los teoremas de la lógica intuicionista tienen un teorema equivalente al S4 de la lógica modal clásica. El resultado ha sido generalizado cómo lógica supraintuicionista y extensiones de S4.
La teoría de la lógica algebraica abstracta también ha proporcionado medios para clasificar lógicas, con más resultados obtenidos de la lógica proposicional. La jerarquía algebraica actual de la lógica proposicional tiene cinco niveles, definidos en términos de propiedad por el operador de Leibniz: protoalgebra, (finita) equivalencial, y (finita) algebraizable.

## Ejemplos de lógicas no clásicas

### Lógica intuicionista
La lógica intuicionista, o lógica constructivista, es el sistema lógico originalmente desarrollado por Arend Heyting para proveer una base formal para el proyecto intuicionista de Brouwer. El sistema enfatiza las pruebas, en vez de la verdad, a lo largo de las transformaciones de las proposiciones.

### Lógica minimalista
La lógica minimalista es un sistema lógico desarrollado por Ingebrigt Johansson que forma parte de la lógica intuicionista. Esta lógica rechaza tanto la ley clásica del tercero excluido como el principio de explosión. Esta lógica se puede formular con las operaciones y conectivas propias de la lógica clásica, en cambio, no puede representar la negación, que es tratada como una implicación hacia la contradicción de la tesis.

### Lógica paraconsistente
Una lógica paraconsistente es un sistema lógico que intenta tratar las contradicciones en forma atenuada. Alternativamente, la lógica paraconsistente es un campo de la lógica que se ocupa del estudio y desarrollo de sistemas lógicos paraconsistentes (o "tolerantes a la inconsistencia"). (En este artículo el término es utilizado en ambas acepciones.)

### Lógica relevante
La lógica relevante, también llamada lógica de relevancia, es toda lógica perteneciente a una de las familias de lógicas subestructurales no clásicas que impone ciertas restricciones en la implicación.

### Lógica no monotónica
Una lógica no monotónica, o lógica no monótona, es un sistema lógico cuya relación de consecuencia lógica es no monotónica. La mayoría de los sistemas lógicos tienen una relación de consecuencia monotónica, lo que quiere decir que el agregar una fórmula a una teoría nunca se produce una reducción de su conjunto de consecuencias. Intuitivamente, la monotonicidad indica que el agregar nuevos conocimientos no reduce el conjunto de las cosas conocidas. Simbólicamente:
Si {\displaystyle \Gamma \vdash A}, entonces {\displaystyle \Gamma \cup \Delta \vdash A}
Donde A es una fórmula cualquiera y {\displaystyle \Gamma } y {\displaystyle \Delta } son conjuntos de fórmulas cualesquiera.

### Lógica cuántica
En física, la lógica cuántica es el conjunto de reglas algebraicas que rigen las operaciones para combinar y los predicados para relacionar proposiciones asociadas a acontecimientos físicos que se observan a escalas atómicas.
Ejemplos de tales proposiciones son aquellas relativas al momento lineal o a la posición en el espacio de un electrón. La lógica cuántica puede considerarse como un sistema formal paralelo al cálculo proposicional de la lógica clásica, donde en esta última, las operaciones para combinar proposiciones son las conectivas lógicas y los predicados entre proposiciones son equivalencia e implicación. La lógica cuántica fue creada con el propósito de tratar matemáticamente las anomalías relativas a la medición, como el principio de incertidumbre, en la mecánica cuántica. Estas surgen por la medición simultánea de observables complementarios en escalas atómicas. 

### Lógica difusa
La lógica difusa (también llamada lógica borrosa (en inglés: fuzzy logic) es una lógica paraconsistente multivaluada en la cual los valores de verdad de las variables pueden ser cualquier número real comprendido entre 0 y 1. Fue formulada por el matemático e ingeniero Lotfi A. Zadeh.

### Lógica dialéctica
La lógica dialéctica es el sistema de leyes del pensamiento y la forma de razonar, desarrollado dentro de las tradiciones hegeliana y marxista, que busca hacer una mediación entre la lógica formal «pura» y el análisis dialéctico de las contradicciones en el movimiento. El Diccionario soviético de filosofía la define como la "ciencia acerca de las leyes y formas en que el desarrollo y el cambio del mundo objetivo se reflejan en el pensar, acerca de las leyes que rigen el conocimiento de la verdad" mientras que la lógica formal "se dedica a investigar las diversas formas de los juicios humanos, de los argumentos, interesándose sólo por si están o no construidos en consonancia con las reglas de la lógica".
Se lee a Lenin: «La lógica formal [...] toma las definiciones formales, guiándose por lo que es más habitual o por lo que salta a la vista más a menudo y se limita a eso [...] la lógica dialéctica exige que vayamos más lejos. Para conocer de verdad el objeto hay que abarcar y estudiar todos sus aspectos, todos sus vínculos y 'mediaciones'. Jamás lo conseguiremos por completo, pero la exigencia de la multilateralidad nos prevendrá contra los errores y el anquilosamiento. Eso en primer lugar.» esto esta asegurado, nada esta asegurado. De ahí que el cometido principal de la lógica dialéctica estribe en investigar cómo el movimiento, las contradicciones internas de los fenómenos, en la investigación de la esencia dialéctica de las categorías lógicas, “que llega hasta la identidad de los contrarios”. Según Lenin, la unidad y lucha de contrarios es el núcleo, la esencia del materialismo dialéctico.
La lógica formal es la base del método metafísico y sus leyes se contraponen a las leyes de la lógica dialéctica. El principio de identidad (donde A = A) sostiene que toda cosa son siempre iguales a sí mismos y cada fenómeno es algo inmutable mientras que la dialéctica materialista sostiene que cada cosa es idéntica y no idéntica a sí misma, puesto que cada cosa se halla en un proceso de cambio. El principal consenso entre los dialécticos es que la dialéctica no viola el principio de no contradicción de la lógica formal, aunque se ha intentado crear una lógica paraconsistente.

## Lectura recomendada
- Graham Priest (2008). An introduction to non-classical logic: from if to is (2nd edición). Cambridge University Press. ISBN 978-0-521-85433-7. (2008). Graham Priest (2008). An introduction to non-classical logic: from if to is (2nd edición). Cambridge University Press. ISBN 978-0-521-85433-7. Graham Priest (2008). An introduction to non-classical logic: from if to is (2nd edición). Cambridge University Press. ISBN 978-0-521-85433-7.
- Dov M. Gabbay (1998). Elementary logics: a procedural perspective. Prentice Hall Europe. ISBN 978-0-13-726365-3. (1998). Dov M. Gabbay (1998). Elementary logics: a procedural perspective. Prentice Hall Europe. ISBN 978-0-13-726365-3. Dov M. Gabbay (1998). Elementary logics: a procedural perspective. Prentice Hall Europe. ISBN 978-0-13-726365-3.  Una versión revisada estuvo publicada cuando D. M. Gabbay (2007). D. M. Gabbay (2007). Logic for Artificial Intelligence and Information Technology. College Publications. ISBN 978-1-904987-39-0. D. M. Gabbay (2007). Logic for Artificial Intelligence and Information Technology. College Publications. ISBN 978-1-904987-39-0.
- John P. Burgess (2009). Philosophical logic. Princeton University Press. ISBN 978-0-691-13789-6. (2009). John P. Burgess (2009). Philosophical logic. Princeton University Press. ISBN 978-0-691-13789-6. John P. Burgess (2009). Philosophical logic. Princeton University Press. ISBN 978-0-691-13789-6.  Introducción breve a lógicas no clásicas, con un primer en el clásicos un.
- Lou Goble, ed. (2001). Lou Goble, ed. (2001). The Blackwell guide to philosophical logic. Wiley-Blackwell. ISBN 978-0-631-20693-4. Lou Goble, ed. (2001). The Blackwell guide to philosophical logic. Wiley-Blackwell. ISBN 978-0-631-20693-4.  Capítulos 7-16 cubierta las lógicas no clásicas principales de interés ancho hoy.
- Lloyd Humberstone (2011). Lloyd Humberstone (2011). The Connectives. MIT Press. ISBN 978-0-262-01654-4. Lloyd Humberstone (2011). The Connectives. MIT Press. ISBN 978-0-262-01654-4.  Probablemente cubre más lógicas que cualquiera de los otros títulos en esta sección; una parte grande de esta monografía de 1500 páginas es cruz-sectional, comparando—como su título implica—el Conectiva lógica en varias lógicas; decidibilidad y aspectos de complejidad son generalmente omitidos aun así.